# Římskokatolická farnost Světlík
Římskokatolická farnost Světlík je územním společenstvím římských katolíků v rámci českokrumlovského vikariátu českobudějovické diecéze.

## O farnosti

### Historie
Od roku 1259 byla ves Světlík v majetku premonstrátské kanonie ve Schläglu. Premonstráti zde rovněž vykonávali duchovní správu. Původně gotický kostel sv. Jakuba Staršího je v dnešní podobě novorománská stavba, vzniklá zásadní přestavbou původního kostela v letech 1872–1874. Zatím poslední celková renovace kostela proběhla v letech 1991–1998 a v roce 1999 byly pro kostelní věž požehnány dva nové zvony.

### Současnost
Farnost byla až do 31. 3. 2015 obsazována kněžími (premonstráty z pražského Strahova). Světlícký administrátor pečoval zároveň o farnosti Černá v Pošumaví, Dolní Vltavice, Frymburk, Hodňov, Horní Planá, Hořice na Šumavě a Zvonková, ve kterých byl ustanoven jako administrátor excurrendo. Od 1. září 2015 se farnost Světlík stala součástí farního obvodu Horní Planá, kam byl opět ustanoven po pětileté pauze sídelní kněz. Od 1. května 2023 je farnost spravována excurrendo z Českého Krumlova.
| Kostel                     | Místo   | Bohoslužba | Bohoslužba | Poznámka     |
| -------------------------- | ------- | ---------- | ---------- | ------------ |
| Kostel sv. Jakuba Staršího | Světlík | neděle     | 9.30       | farní kostel |